# Sempach
Sempach är en småstad och kommun vid sjön Sempachersee i distriktet Sursee i kantonen Luzern, Schweiz. Kommunen har 4 160 invånare (2023).